# 佐賀県道342号筒井万賀里川線
佐賀県道342号筒井万賀里川線（さがけんどう342ごう つついまがりかわせん）は、佐賀県伊万里市から唐津市肥前町に至る一般県道である。

## 概要
伊万里市波多津町筒井で国道204号から分岐し、唐津市肥前町万賀里川で再び国道204号に合流する。
伊万里市と唐津市肥前町の相互利用の際は、東側を大きく迂回する国道204号のバイパスとしての役割を果たすため、交通量は多いが、全線を通じて幅員は広くない。

### 路線データ
- 起点：佐賀県伊万里市波多津町筒井（国道204号交点）
- 終点：佐賀県唐津市肥前町万賀里川（湯の浦入口交差点、国道204号交点）

## 地理

### 通過する自治体
- 伊万里市
- 唐津市

### 交差する道路
| 交差する道路 | 市町村名 | 交差する場所   | 交差する場所            |
| ------------ | -------- | -------------- | ----------------------- |
| 国道204号    | 伊万里市 | 波多津町筒井   | 起点                    |
| 国道204号    | 唐津市   | 肥前町万賀里川 | 湯の浦入口交差点 / 終点 |

### 沿線
- 唐津市立切木小学校（終点付近）